# Stig van Eijk
Stig van Eijk,  född den 21 mars 1981 i Colombia är en norsk sångare, kompositör och textförfattare. Han representerade Norge i Eurovision Song Contest 1999 med låten "Living My Life Without You" skriven av van Eijk tillsammans med Mikkel S. Eriksen. I Eurovision Song Contest i Israel blev van Eijk nummer 14 av 23 med 35 poäng.
I 2003 startade han reaggae-bandet The Soul Express Orchestra.

## Diskografi

### Soloalbum
- Where I Belong (1999)
- Presentation (2013)

### Singlar
- "Living My Life Without You" (1999)
- "Break Out" (1999)
- "Be My Baby" (1999)
- "Come" (2010)
- "Live for Today" (2011)
- "Let's Make a Change" (2011)
- "Never Say Never" (2012)
- "Always a Solution" (2013)

### Album med The Soul Express Orchestra
- Time For A Change (2010)